# Marc Jacobs

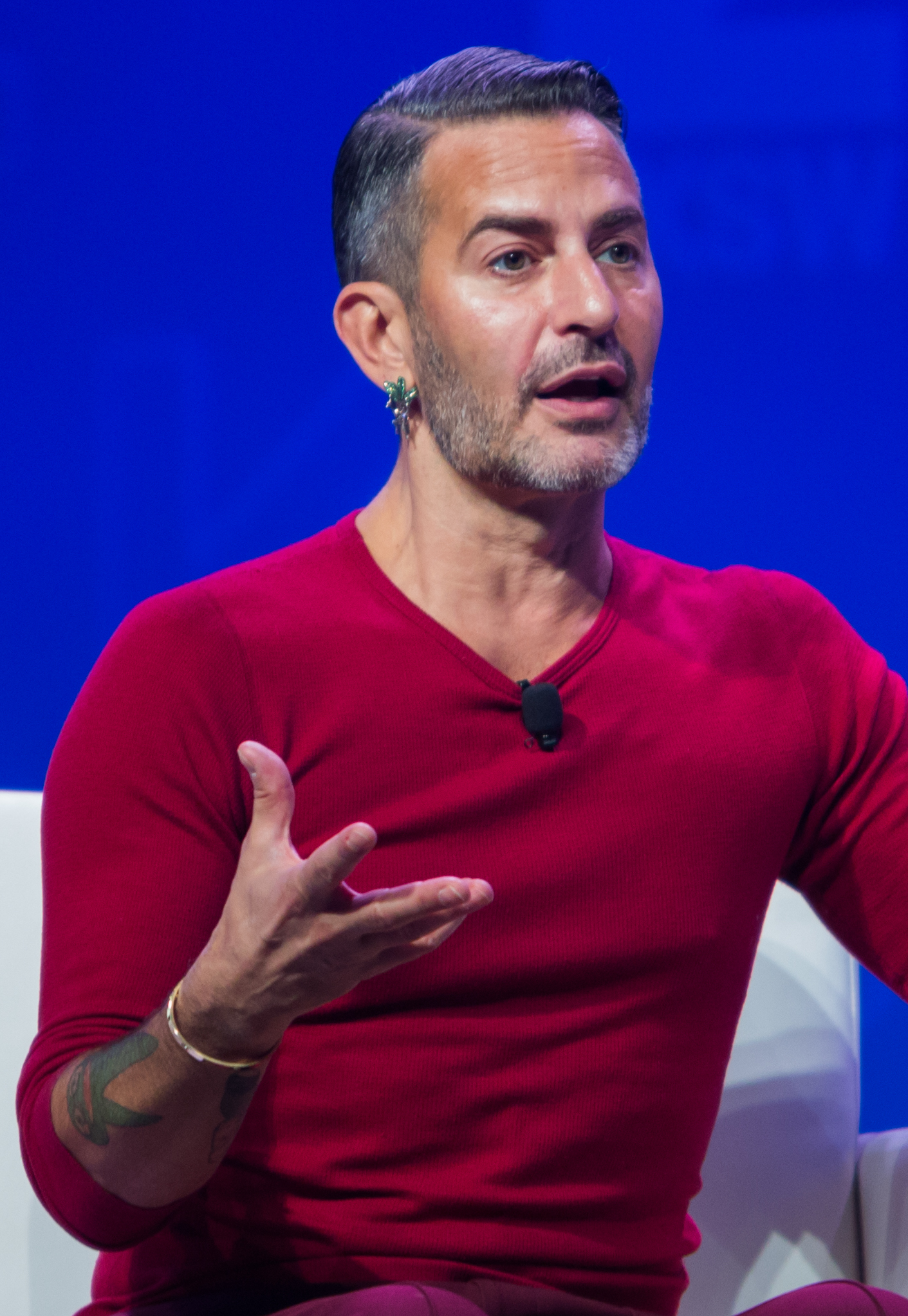
Marc Jacobs auf der SXSW (2017)

Marc Jacobs (* 9. April 1963 in New York City) ist ein international bekannter US-amerikanischer Modedesigner, der seit Mitte der 1980er Jahre unter seinem vollen Namen Mode entwirft. Von 1997 bis 2013 war er zudem als Kreativdirektor für Louis Vuitton tätig. Seither widmet sich Jacobs wieder gänzlich seinem eigenen Modeunternehmen, welches seit 1997 im Besitz von LVMH ist.

## Leben
Als Jacobs sieben Jahre alt war, starb sein Vater und er wuchs fortan bei seiner modebewussten Großmutter in Manhattan auf, die in The Majestic wohnte und Jacobs das Stricken beibrachte. Nach Beendigung der High School studierte Jacobs an der Parsons The New School for Design, wo er 1984 seinen Abschluss machte. In seiner Abschlusskollektion zeigte er von seiner Großmutter handgestrickte Pullover, wofür er den Perry Ellis Golden Thimble Award gewann und die Aufmerksamkeit des Modeunternehmens Perry Ellis auf sich lenkte.

## Wirken

### Frühe Karriere (1984–1987)
Gemeinsam mit seinem Geschäftspartner Robert Duffy brachte Jacobs 1986 mit Unterstützung des japanischen Modekonzerns Onward Kashiyama die erste Kollektion unter seinem eigenen Namen heraus. Im Jahr 1987 bekam er als jüngster Designer den Perry Ellis Award for New Fashion Talent vom Council of Fashion Designers of America (CFDA).

### Perry Ellis und Gründung von Marc Jacobs International (1988–1996)

Logo des Unternehmens Marc Jacobs International

1988 wurde Jacobs Chefdesigner der Damenmode bei Perry Ellis und revitalisierte die klassische Sportswear des Hauses erfolgreich. Der CFDA verlieh ihm 1992 den Womenswear Designer of the Year Preis, den er 1997 für sein eigenes Label erneut erhalten sollte. Als Jacobs 1993 bei Perry Ellis seine von den Kritikern gelobte, von den Kunden verschmähte „Grunge“-Kollektion präsentierte, von der kein Stück produziert werden sollte, wurde er von seinen Pflichten entbunden. Noch im gleichen Jahr gründete Jacobs zusammen mit Duffy sein eigenes Unternehmen, Marc Jacobs International. Die hochpreisige Marc Jacobs Damen-Kollektion erntete großes Lob bei den Kritikern und machte das französische Traditionshaus Louis Vuitton auf ihn aufmerksam, welches sich unter Bernard Arnault zu einem Drittel an Jacobs’ Firma beteiligte. 1996 etablierte Jacobs eine Marc Jacobs Herrenlinie im oberen Preissegment.
Ab 1996 stellte das italienische Modelabel ICEBERG Jacobs als Design-Berater an. Gleichzeitig produzierte der Textilhersteller Gilmar, Eigentümer von ICEBERG, die Zweitlinie Marc Jacobs Look, die erfolgreich auf dem japanischen Markt debütierte, in den USA und schließlich weltweit allerdings wieder eingestellt wurde.

### Mitarbeit bei Louis Vuitton und Expansion des eigenen Unternehmens (1997–2014)

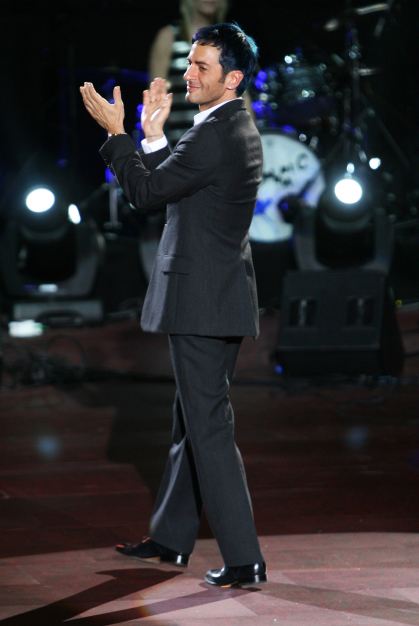
Marc Jacobs im Jahr 2008

1997 ernannte Bernard Arnault Jacobs zum künstlerischen Leiter und, auf Drängen Jacobs’, seinen Geschäftspartner Robert Duffy zum Studio-Direktor beim französischen Traditionshaus Louis Vuitton in Paris. Unter Jacobs wurde die Prêt-à-porter-Sparte bei Louis Vuitton etabliert, und das Unternehmen kooperierte für seine Taschenkollektionen erfolgreich mit bekannten Künstlern wie Richard Prince, Takashi Murakami, dem amerikanischen Graffiti-Designer Stephen Sprouse oder Comme des Garçons. Für die Herrenmode von Louis Vuitton sind andere Designer zuständig, wenngleich Jacobs Kreativ-Direktor war und somit die Gesamtverantwortung trug. Demzufolge erschien er am Ende der Herrenmodenschauen mit dem jeweiligen Herrenmodedesigner mitunter zum Schlussapplaus auf dem Laufsteg. Die Anstellung von Jacobs bei Louis Vuitton war, auf Drängen Duffys, mit der Aufstockung der Anteile von LVMH an Marc Jacobs International auf 96 % und der der dazugehörigen Finanzierung des Modelabels verbunden; die Markenrechte gehören LVMH jedoch lediglich zu 33 %.
Bereits 1997 war in der New Yorker Mercer Street (SoHo) die erste Marc Jacobs Boutique eröffnet worden, weitere folgten im Laufe der Jahre in den USA, London, Paris, São Paulo, Moskau, Istanbul und Asien. Ab 2001 kam zu seinem in Italien gefertigten New Yorker Hauptlabel Marc Jacobs die niedrigpreisigere Zweitlinie Marc by Marc Jacobs für Damen und Herren hinzu, für welche eigene Boutiquen in den USA, Mittel- und Südamerika, Berlin (LP12 Mall of Berlin), Amsterdam, Brüssel, Paris, London, Kopenhagen, Stockholm, Oslo, Athen, Mailand, Lissabon, Porto, Madrid, im Nahen Osten und in Asien bestanden. Anfang 2015 kündigte das Unternehmen an, die Zweitlinie im Laufe des Jahres in die Hauptlinie zu integrieren und somit aufzugeben. Die Ladengeschäfte der Zweitlinie wurden in der Folge entweder in Boutiquen der Hauptlinie umgewandelt oder aufgegeben. Seit 2005 gibt es die Lizenz-Kinderkollektion Little Marc Jacobs.
Seit 2001 wurden unter dem Namen Marc Jacobs mehrere Damendüfte (Marc Jacobs, Essence, Blush, Splash, Lola, Daisy, Dot, Honey, Mod Noir, Violet, Decadence etc.) und Herrendüfte (u. a. Marc Jacobs Men, Bang, Bang Bang) sowie zahlreiche Variationen davon lanciert. Außerdem werden seit 2006 ein- bis zweimal jährlich Kollektionen mit leichten Düften im schlichten 300-ml-Flakon lanciert, die scheinbar alltägliche Namen wie Rain (dt. Regen), Lemon (dt. Zitrone) oder Cucumber (dt. Gurke) usw. tragen und für das Aufsprühen auf den gesamten Körper konzipiert sind. 2013 wurde die Marc Jacobs Beauty Kollektion mit dekorativer Kosmetik lanciert.
2007 landete Jacobs auf Platz 8 der Liste der 50 Most Powerful Gay Men and Women in America des Magazins Out. 2009 ehrte der CFDA Jacobs mit dem International Award für seine Arbeit bei Louis Vuitton.

Am 1. Oktober 2013 endete Jacobs’ 1997 begonnene Tätigkeit als Künstlerischer Direktor im Hause Louis Vuitton mit der Präsentation der Frühjahr-/Sommer-Kollektion 2014. 

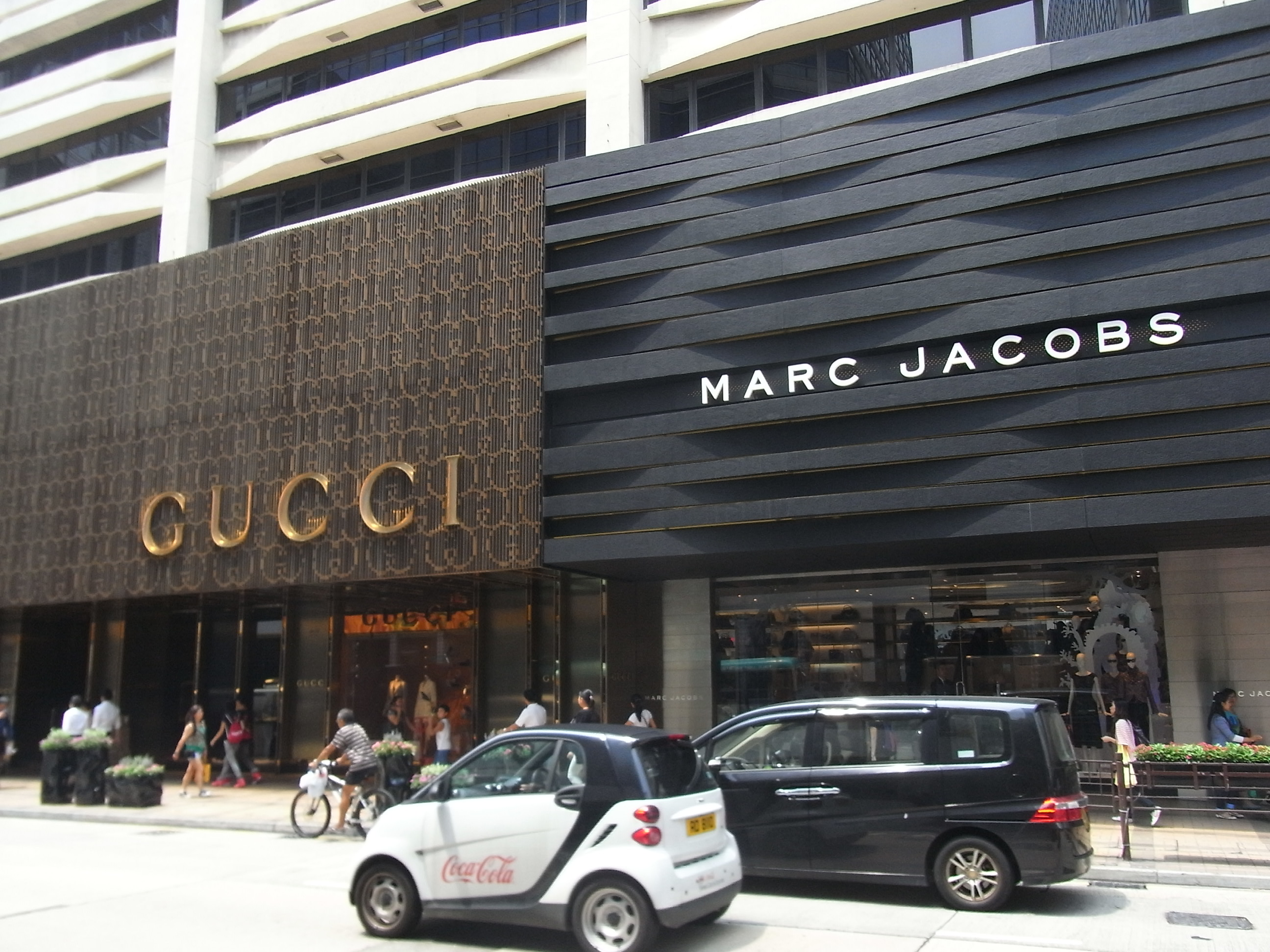
Marc Jacobs Boutique in Hongkong

### Ausbau und Expansion der eigenen Modelinie (2015–heute)
Im Einvernehmen mit dem Mutterkonzern LVMH konzentrierte sich Jacobs fortan auf den Ausbau der unter seinem eigenen Namen firmierenden Modelinie mit Sitz in New York. Im Rahmen eines Restrukturierungsplans wurden nach der Einstellung der Zweitlinie Marc by Marc Jacobs im Jahr 2015 sukzessive Marc Jacobs Ladengeschäfte geschlossen, darunter Standorte in Paris, London und Mailand sowie drei auf der New Yorker Bleecker Street (es verbleibt der Bookmarc Bücherladen). Anfang 2017 wurde zudem die Herrenmode der Hauptlinie Marc Jacobs aufgegeben, nachdem das entsprechende Produktionslizenzabkommen mit dem italienischen Textilhersteller Staff International gekündigt worden war.

2017 existierten in den USA Marc Jacobs Boutiquen in New York City (2×), Los Angeles, Las Vegas, Chicago und Boston sowie vier Outlets in New York, Kalifornien, Nevada und Florida. Weltweit ist die Marke mit eigenen Ladengeschäften (und in ausgewählten Städten auch Outlets) in London, Paris, Luxemburg, Kopenhagen, Oslo, Baku, Dubai, Doha, Riad, Singapur, Kuala Lumpur, Hongkong und Macao sowie mehreren Standorten in China und Japan (zahlreiche Shops-in-Shop) vertreten.

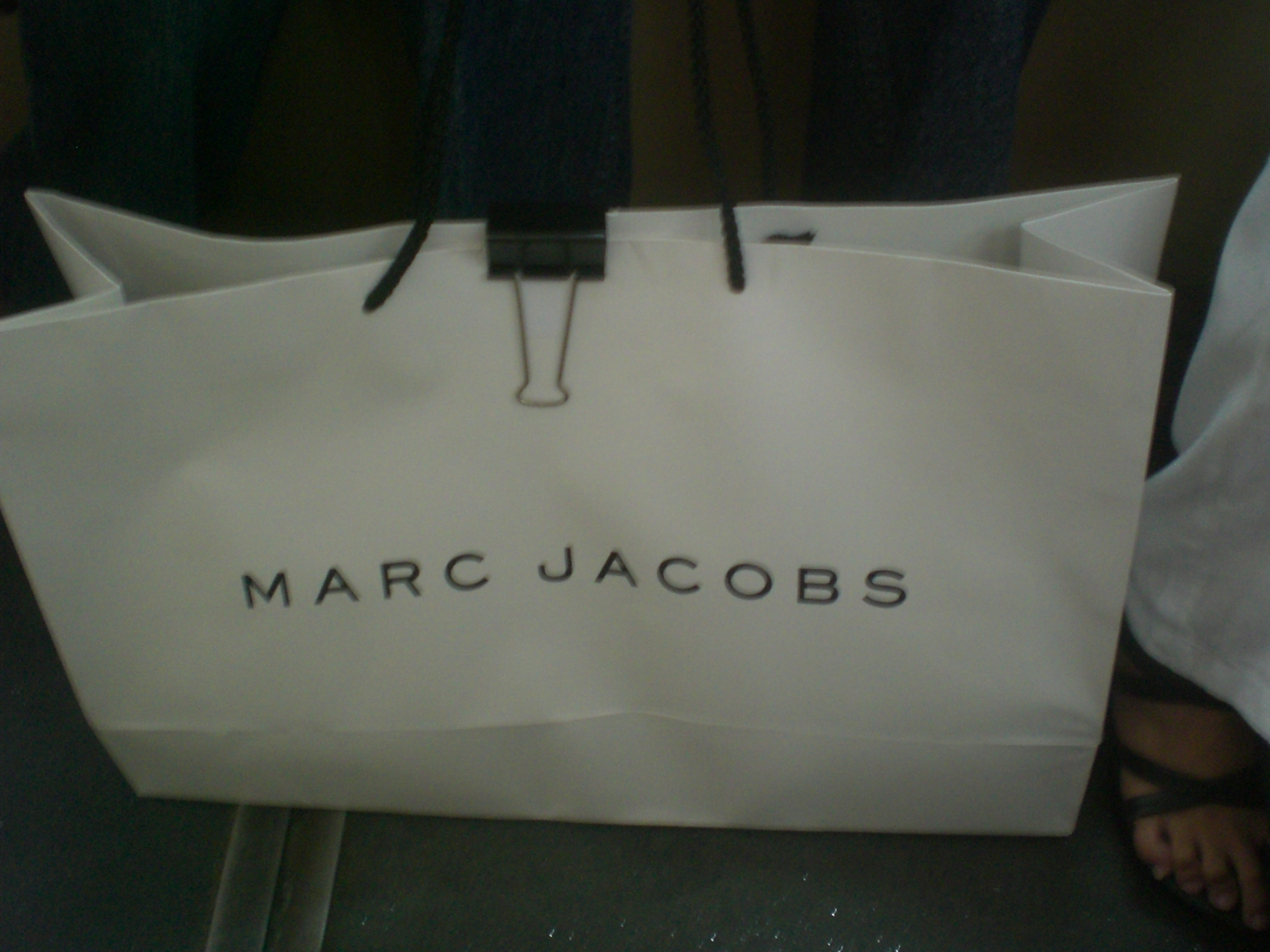
Papiertragetasche aus den Marc Jacobs Boutiquen mit Logo-Schriftzug

## Privates
2008 führte Jacobs eine Beziehung mit dem Reality-TV-Darsteller Austin Armacost. Im März 2009 verlobte sich Jacobs mit dem brasilianischen Unternehmer Lorenzo Martone.
Im Juni 2009 gab das Paar Provincetown in Massachusetts als Ort für ihre geplante Hochzeit an. Auf der Brazil Foundation Gala im Metropolitan Museum im September 2010 ließ Martone jedoch verlauten, mit Jacobs keine Beziehung mehr zu führen. Von 2011 bis 2013 lebte Jacobs mit dem brasilianischen Pornodarsteller Harry Louis zusammen. 2018 verlobte Jacobs sich mit dem Model Charly 'Char' Defrancesco (* 1981) in einem New Yorker Chipotle-Restaurant und heiratete Letzteren im April 2019 mit 700 geladenen Gästen im ehemaligen The Four Seasons auf der 52. Straße in Manhattan.

## Kollektionen
aktuelle Kollektionen
- Marc Jacobs (Collection) – hochpreisige Designer-Linie für Damen; seit 1993. Die Damenmode wird bei der New York Fashion Week auf dem Laufsteg präsentiert.
- Little Marc Jacobs – in Lizenz vergebene Kinderkollektion für Jungen, Mädchen und Kleinkinder; seit 2005
- Marc Jacobs Beauty – dekorative Kosmetik für Damen; seit 2013
- Marc Jacobs Fragrances – Parfüm für Damen und Herren; seit 2001

ehemalige Kollektionen
- Marc Jacobs (Collection) – Herrensparte der hochpreisigen Designer-Linie; von 1996 bis 2017. Die Herrenmode wurde während der Mailänder Modewoche in Präsentationen vorgestellt.
- Marc by Marc Jacobs – jugendliche Modelinie für Damen und Herren im oberen Mittelpreissegment; 2001–2015. Sowohl die Damen und Herrenmode wurde in derselben Modenschau bei der New York Fashion Week vorgeführt.
- Jacobs by Marc Jacobs – günstigere Bekleidungs- und Accessoires-Linie in begrenztem Umfang im Rahmen der Special Items Kollektionen.

## Auszeichnungen (Auswahl)
- 1984: Perry Ellis Golden Thimble Award
- 1984: Chester Weinberg Gold Thimble Award
- 1984: Design Student of the Year Award
- 1987: Perry Ellis Award for New Fashion Talent (CFDA)[22]
- 1992: Womenswear Designer of the Year Award (CFDA)
- 1997: Womenswear Designer of the Year (CFDA)
- 1999: Accessory Designer of the Year (CFDA)
- 2002: Menswear Designer of the Year (CFDA)
- 2003: Accessory Designer of the Year (CFDA)
- 2005: Accessory Designer of the Year (CFDA)
- 2007: GLAAD Media Awards in der Kategorie Outstanding Advertising – Print für „Bear“[23]
- 2009: International Award für Louis Vuitton (CFDA)

## Bildergalerie

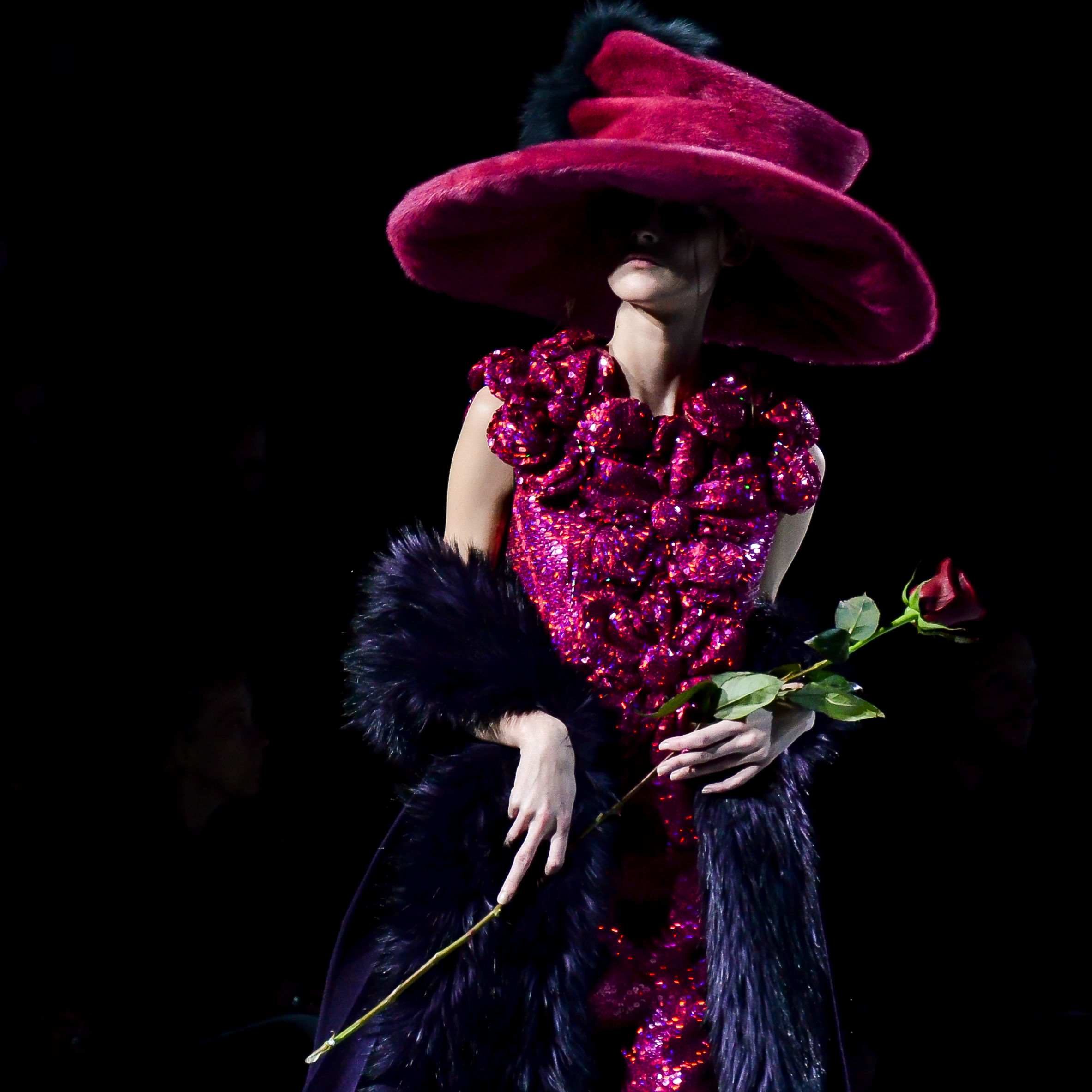
Entwurf von Marc Jacobs (H-W 2012/3)
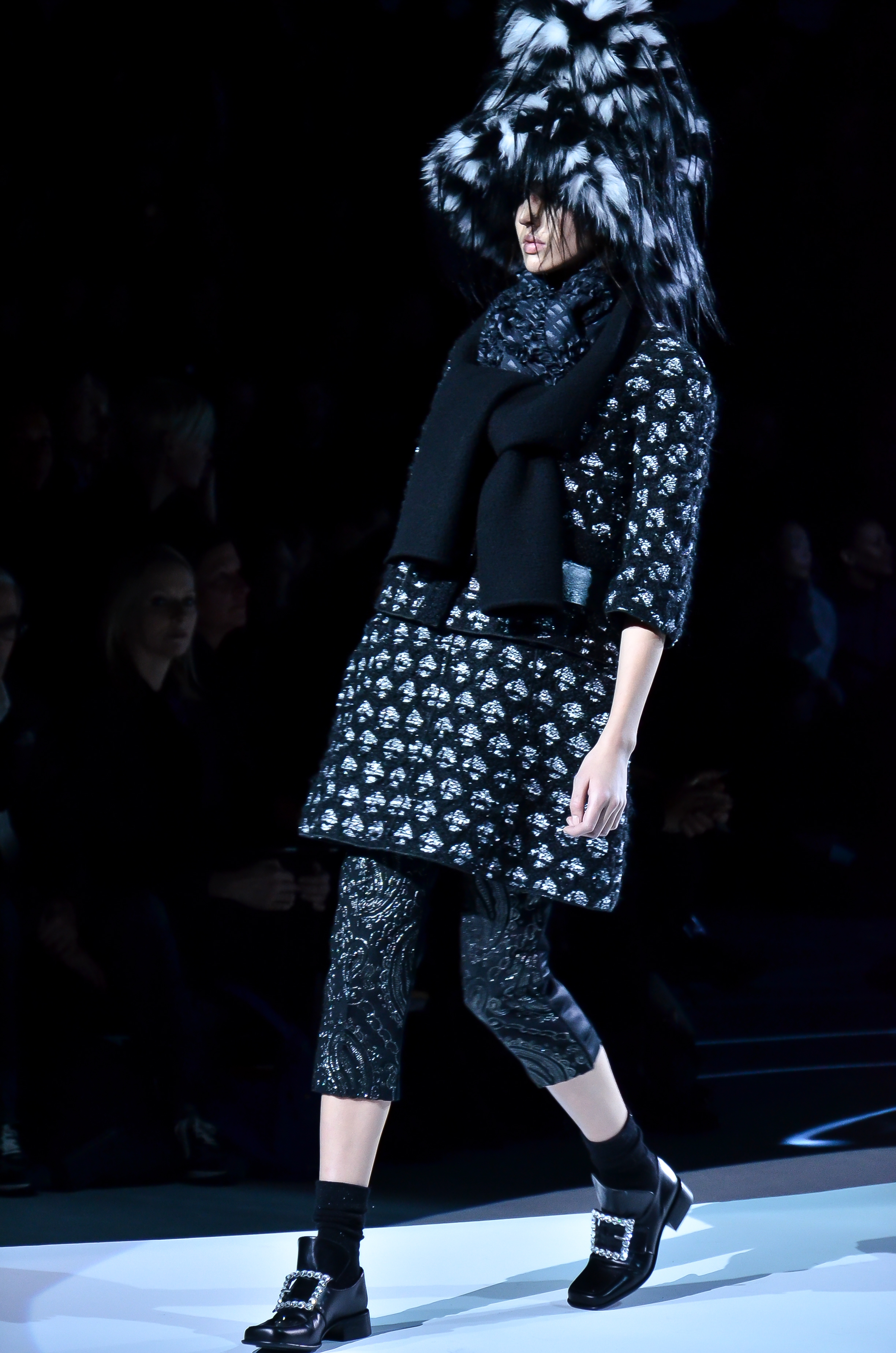
Entwurf von Marc Jacobs (H-W 2012/3)
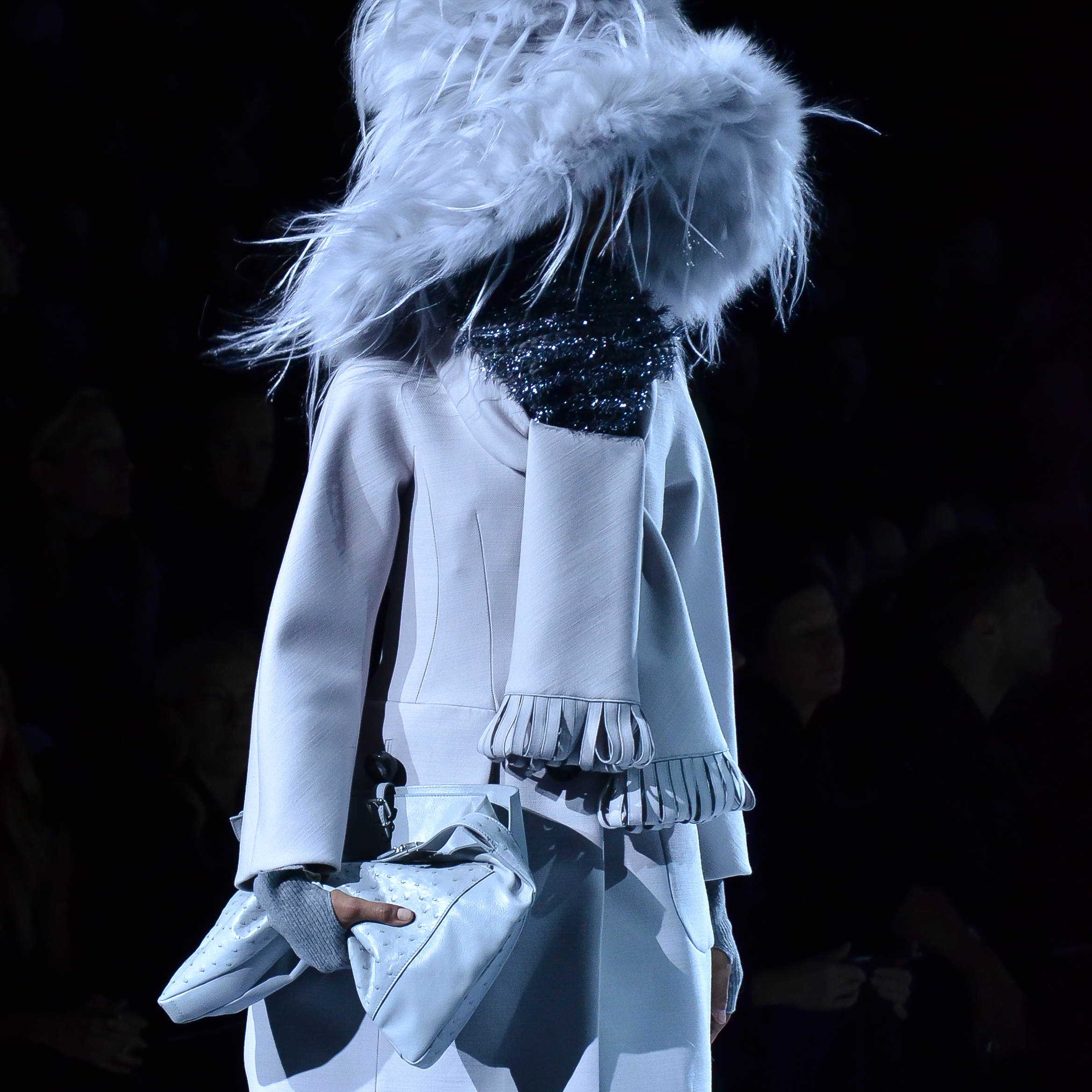
Entwurf von Marc Jacobs (H-W 2012/3)
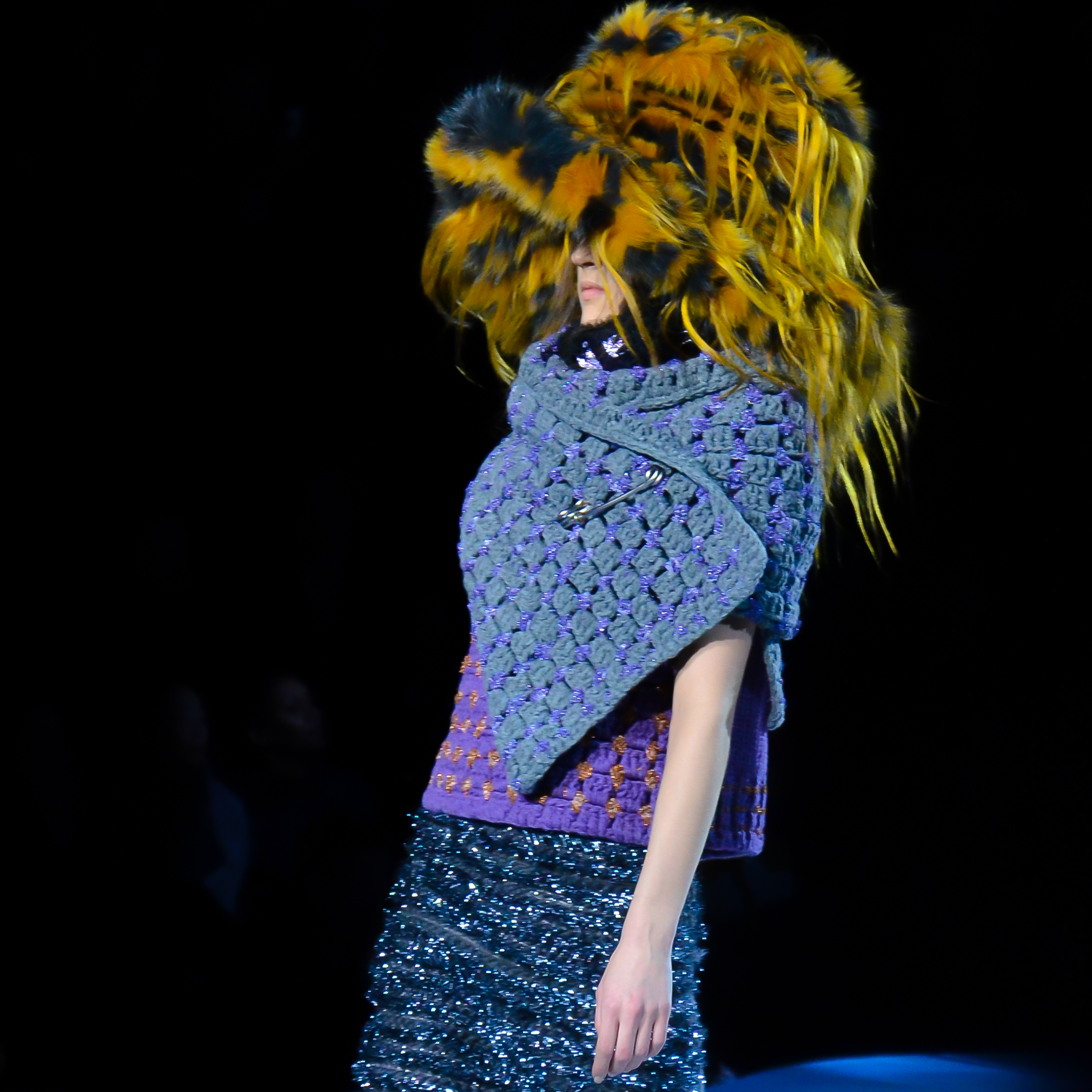
Entwurf von Marc Jacobs (H-W 2012/3)
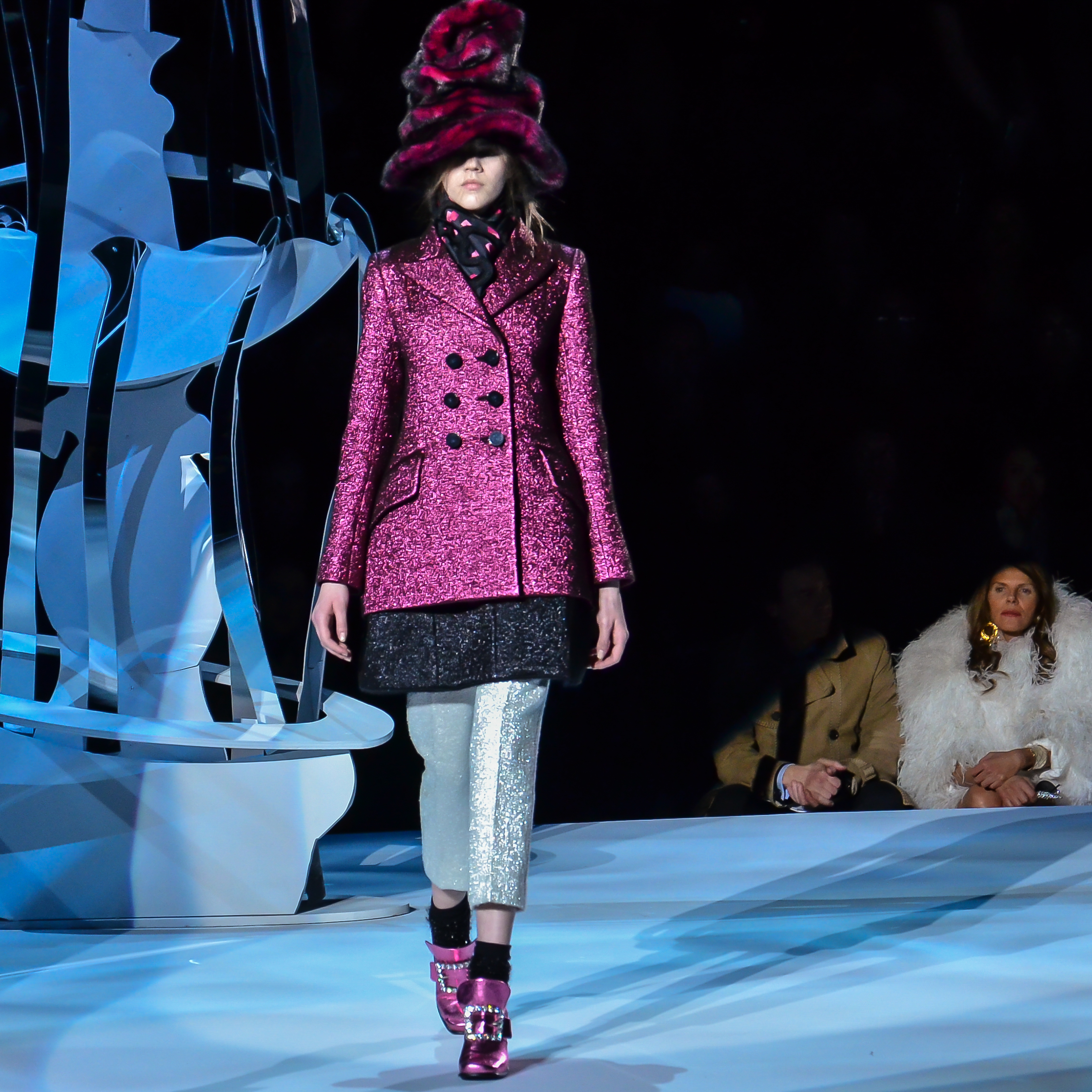
Entwurf von Marc Jacobs (H-W 2012/3)
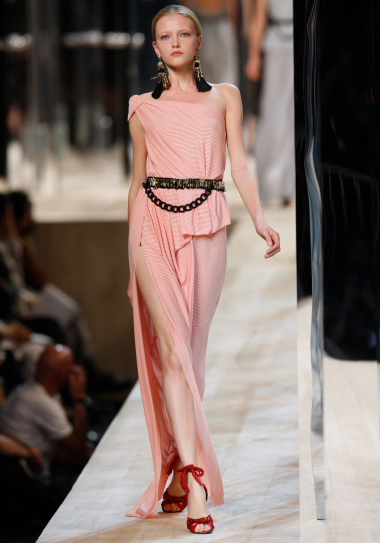
Entwurf von Marc Jacobs (F-S 2009)
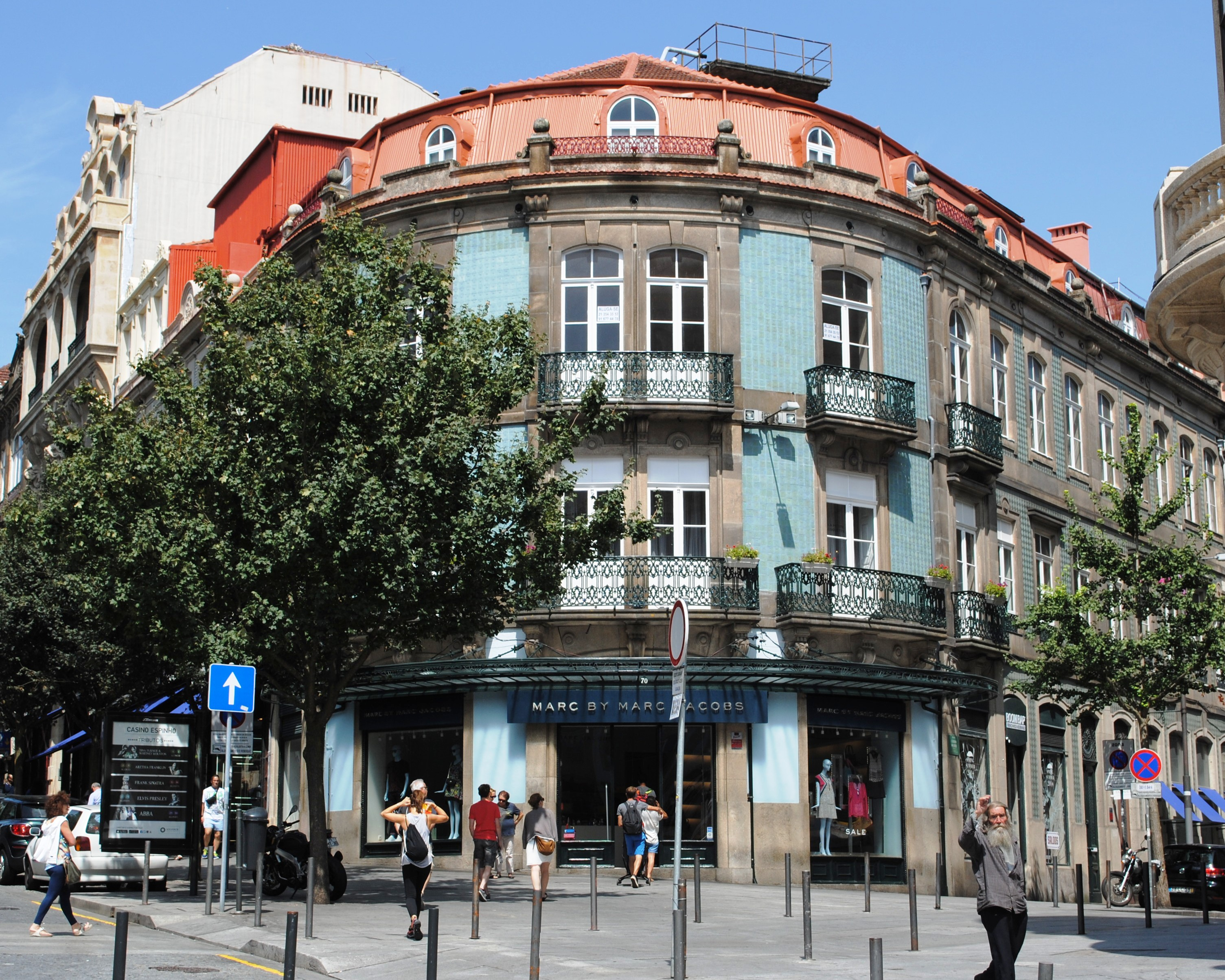
Ehemalige Marc by Marc Jacobs Boutique in Porto
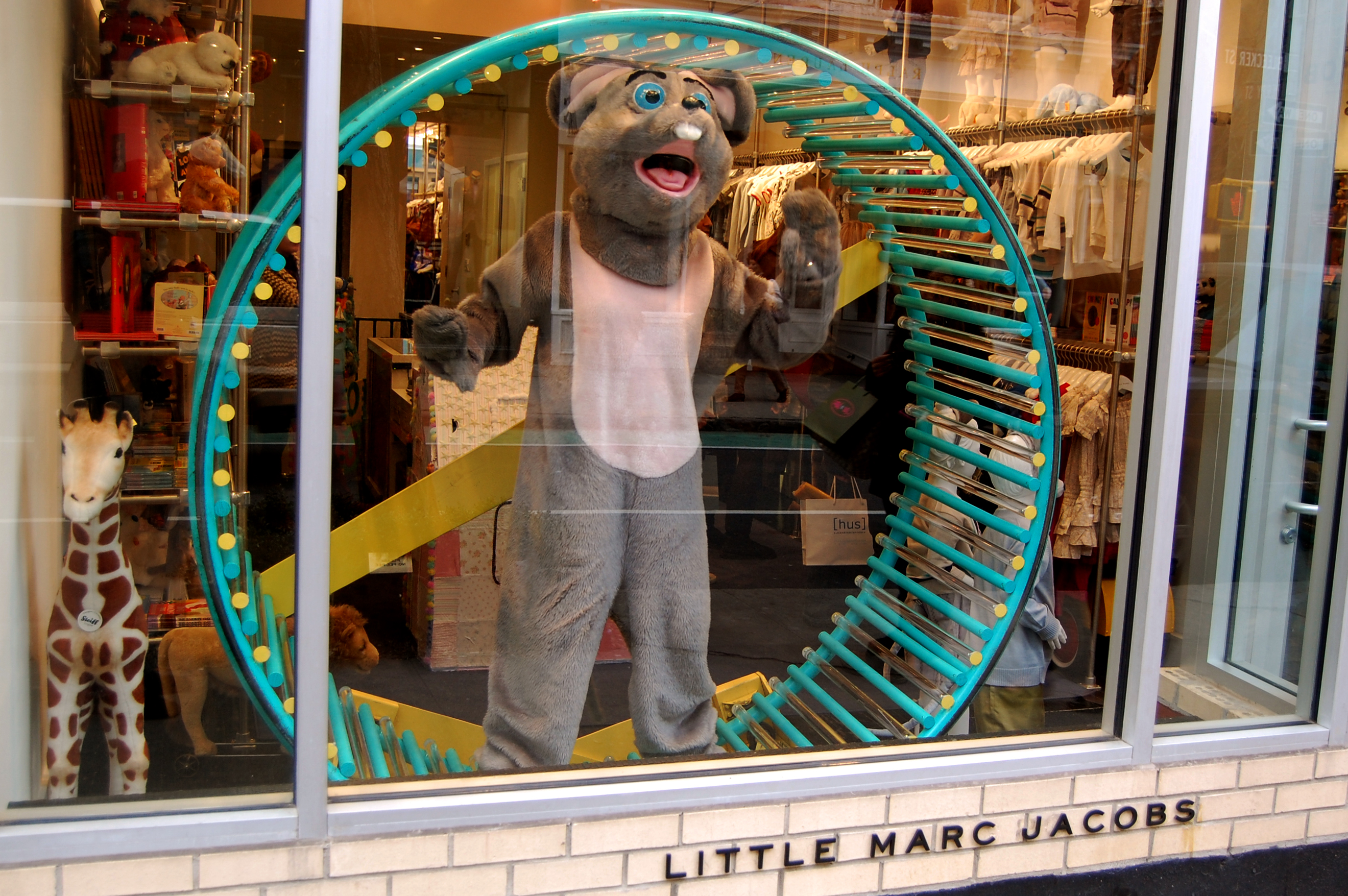
Little Marc Jacobs Boutique in Manhattan